# Asian Tour Rookie of the Year
De Asian Tour Rookie of the Year is de rookie van de Aziatische PGA Tour (Asian Tour) die aan het einde van het jaar het beste heeft gepresteerd van alle rookies op die Tour.

## Winnaars
- 1995:  Arjun Atwal
- 2004:  Adam Groom
- 2005:  Shiv Kapur
- 2006:  Juvic Pagunsan
- 2007:  Scott Hend
- 2008:  Seung-yul Noh
- 2009:  Chinnaswamy Muniyappa
- 2010:  Rikard Karlberg